# Farouk Gaafar
Farouk Gaafar   (El Caire, 29 d'octubre de 1952) fou un futbolista egipci de la dècada de 1970 i entrenador.
Fou internacional amb la selecció d'Egipte. Pel que fa a clubs, destacà a Zamalek.

## Trajectòria com a entrenador
- 1990–1991 Gomhoriat Shebin
- 1991–1994 Zamalek (assistent)
- 1995–1996 Zamalek (assistent)
- 1996–1997  Egipte
- 1996–1997 Baladeyet El-Mahalla
- 1998 Zamalek (assistent)
- 1999 Zamalek
- 1999 Montakhab Suez
- 2000–2002 Ghazl El Mahalla
- 2002 Ismaily
- 2002 Al-Riyadh
- 2003 Baladeyet El-Mahalla
- 2003 Tersana
- 2003–2004 Al-Masry
- 2005 Suez Cement
- 2005–2006 Zamalek
- 2006–2008 Tersana
- 2008–2013 Tala'ea El-Gaish
- 2013–2014 Ghazl El Mahalla
- 2015 Al-Ansar
- 2016 El Dakhleya[5]